# Balázs Anna
Balázs Anna, születési nevén Weiner Szeréna (Budapest, 1907. augusztus 8. – Budapest, 1998. október 30.) magyar író, újságíró.

## Életpályája
Weiner Eliézer (1873–1956) mészárosmester és Sorger Jozefa (1875–1946) lányaként született óbudai zsidó családban. Családnevét apjához hasonlóan az 1950-es években Balázsra változtatta. Gépvésnökként dolgozott 20 évig. Közben a munkanélküliség idején még 6 szakmában dolgozott. 1942-ben publikált először a Népszava hasábjain. 1945–1958 között lapszerkesztő és újságíró volt.

### Családja
1932. május 1-jén férjhez ment Rotschild Bernát kereskedősegédhez. 1936-ban elváltak. 1937. december 2-án Budapest VII. kerületében Rosenspitz József (1909–1953) rajzoló felesége lett.

## Művei
- Maris (regény, 1944)
- Homályban (regény, 1946)
- Mire megjönnek a fecskék (regény, 1948)
- Felgyúló fények (elbeszélés, 1949)
- Névtelen hősök (regény, 1950)
- A kitüntetett (elbeszélés, 1951)
- Átkáderezem a családot (színmű, 1955)
- Vadmadár (elbeszélés, 1955)
- Közös erővel (elbeszélés, 1956)
- Virágnyitó szerelem (regény, 1956)
- Utolsó leheletig (Geisler Eta életregénye, 1957)
- Májusi lakodalom (regény, 1958)
- Éjjel (novellák, 1959)
- Az ájtatos anyós (elbeszélés, 1960)
- Párizsban hagyták el (regény, 1961)
- Egy öregember szerelme (elbeszélés, 1962)
- Kakas a dombján (elbeszélés, 1964)
- A bukott lány (regény, 1965)
- A patvarci bicskások (elbeszélés, 1969)
- A rossz feleség (elbeszélés, 1969)
- Tettének oka ismeretlen (1971)
- Boldog ifjúságom (önéletrajzi regény, 1972)
- Történetek Flóráról (Martos Flóra életregénye) (ifjúsági regény, 1972)
- Egy orvos az autóbuszon (elbeszélések és kisregény, 1973)
- Három történet (1976)
- Újabb történetek (3 regény, 1977)
- Veszélyes játék (elbeszélés, 1977)
- Az angyalarcú lány (elbeszélés, 1980)
- A családban marad (elbeszélés, 1980)
- Százhét vőlegény (elbeszélés, 1982)
- Visszajövök Flórikám! (regény, 1983)
- Egy életed van (regény és elbeszélés, 1983)
- Élni és szeretni (regény, 1984)
- Az első asszony (válogatott elbeszélések, 1985)
- Lányok az éjszakában (1985)
- Ezer lépés a szívedig (elbeszélés, 1986)
- Hogyan lett nagy nő Anette? (két kisregény, 1987)
- Az Istvántelki Munkásezred története (történelmi kisregény, 1987)
- Az öreg hölgyek gyilkosa (bűnügyi regény, 1995)

## Díjai, elismerései
- Partizán Érdemérem (1945)
- József Attila-díj (1956)
- A Munka Érdemrend arany fokozata (1967, 1977)
- Szocialista Hazáért érdemrend (1967)
- SZOT-díj (1972)